# Karl von Kameke
Karl Wilhelm Henning von Kameke (* 28. September 1763 in Gumenz, Kreis Rummelsburg; † 18. Februar 1842 in Danzig) war ein preußischer Generalleutnant und Kommandeur der 8. Landwehr-Brigade.

## Leben

### Herkunft
Karl war der Sohn des preußischen Leutnants a. D. und Erbherrn auf Gumenz Jürgen von Kameke (1724–1784) und dessen Ehefrau Karoline, geborene Steyetz von Görnitz (1721–1799) aus dem Hause Gottswalde.

### Militärlaufbahn
Kameke kam am 1. Februar 1777 als Junker in das Husarenregiment „von Belling“ der Preußischen Armee und nahm 1778/79 während des Bayrischen Erbfolgekriegs an den Gefechten bei Zwickau und Gabel teil. Am 24. Juli 1782 wurde er Kornett und am 10. Dezember 1786 Sekondeleutnant. Im Jahr 1787 nahm Kameke am Feldzug in Holland teil. Während des Ersten Koalitionskrieges kämpfte er in der Schlacht bei Kaiserslautern sowie den Gefechten bei Bouvines, Hasnon, Saarbrücken, Schwalm, Kirrweiler, Weidenthal und Edesheim. Für die Gefangennahme eines französischen Generals bei Bouvines erhielt Kameke am 23. August 1793 den Orden Pour le Mérite und avancierte bis Juli 1794 zum Stabskapitän. Am 6. September 1800 stieg er zum Rittmeister und Eskadronchef auf. Im Vierten Koalitionskrieg geriet Kameke bei der Kapitulation bei Lübeck in Gefangenschaft.
Nach dem Krieg wurde er am 3. September 1807 zum Major befördert und kam am 10. April 1808 als Eskadronchef in das Pommersche Husaren-Regiment (Nr. 5). Am 3. Dezember 1810 erhielt Kameke seinen Abschied als Oberstleutnant mit Pension.
Im Vorfeld der Befreiungskriege kehrte Kameke zur Armee zurück und wurde am 5. Mai 1813 als Oberstleutnant sowie Kommandeur im 3. Pommerschen Landwehr-Infanterie-Regiment angestellt. Während des Krieges kämpfte er bei der Belagerung von Stettin, wurde beim Sturm auf Wittenberg verwundet und mit dem Eisernen Kreuz II. Klasse ausgezeichnet.
Als Oberst kam Kameke nach dem Krieg am 18. Mai 1816 zum besoldeten Stamm des Danziger Landwehr-Infanterie-Regiments. Am 15. September 1816 folgte seine Ernennung zum Regimentskommandeur und man beauftragte ihn gleichzeitig mit der Wahrnehmung der Geschäfte als Kommandant der Festung Danzig. Am 12. März 1820 wurde Kameke zum Kommandeur der 5. Landwehr-Brigade ernannt und in dieser Stellung am 1. Juli 1820 mit Patent vom 4. April 1820 zum Generalmajor befördert. Am 29. Mai 1821 wurde er Kommandeur der 8. Landwehr-Brigade. Am 26. Juli 1825 bekam Kameke das Dienstkreuz und am 24. März 1829 den Abschied mit dem Charakter eines Generalleutnants und der gesetzlichen Pension. Er starb am 18. Februar 1842 in Danzig und wurde am 24. Februar 1842 auf dem Zivilfriedhof St. Johann beigesetzt.

### Familie
Kameke heiratete im Jahr 1787 Charlotte von der Schulenburg (1765–1814), die Tochter des Generalmajors August Ferdinand von der Schulenburg. Das Paar hatte mehrere Kinder:
- Wilhelm (1788–1868), preußischer Major a. D. ⚭ Susanne Boie (1801–1854), Eltern des preußischen Generalmajors Hermann von Kameke
- Albert (1795–1860), Landrat im Kreis Schlawe ⚭ Ottilie von Blumenthal (1806–1875) aus dem Hause Suckow, Eltern des Kunstmalers Otto von Kameke
- Hermann (1802–1895), preußischer Hauptmann ⚭ Marie Bieler (1817–1896)

Nach dem Tod seiner Frau heiratete er am 28. April 1818 in Danzig Pauline Steffens (1799–1866), eine Tochter des Kaufmanns Karl Gottlieb Steffens (1750–1825) aus Danzig. Aus der Ehe ging die Tochter Maria (1824–1894) hervor, die 1846 Theophil Karl Johann von Somnitz (1819–1859) heiratete.